# Serguéi Koltakov
Serguéi Koltakov (Barnaúl, 10 de diciembre de 1955 - Moscú, 7 de septiembre de 2020) fue un actor ruso de cine, teatro y televisión.

## Biografía
Koltakov nació en Barnaúl, Unión Soviética. Estudió en el Departamento de Actuación de la Escuela de Drama de Saratov entre 1975 y 1976. En 1979 se graduó en el Departamento de Actuación del Instituto ruso de arte teatral.
Debutó en el cine en 1981 en Valentina de Gleb Panfilov, interpretando el papel de Pavel. Obtuvo reconocimiento en el ambiente cinematográfico de su país tres años más tarde con Partners de Inna Tumanyan, en el papel del criminal Anatoly Trebubenko.
En los años 1990 su presencia en el cine soviético empezó a ser más escasa, dedicándose principalmente al teatro. Por su actuación como Svidrigailov en la obra Dreams of Rodion Romanovich en 2006 fue nominado para el Premio Gaviota de Teatro. En 2008 fue galardonado con el Premio del Servicio Federal de Seguridad.
El actor falleció el 7 de septiembre de 2020 a los sesenta y cuatro años.

## Filmografía
- 1981 — Valentina como Pavel
- 1983 — Partners como Anatoly Tredubenko
- 1986 — In Shooting Solitude como Fedor Krohov
- 1987 — Two of the Island of Tears como Seva
- 1987 — Mirror for a Hero como Sergey Kirillovich Pshenichny
- 1988 — New Adventures of a Yankee in King Arthur's Court como Hank Morgan
- 1988 — The Life of Klim Samgin como Makarov
- 1989 — Soothe My Sorrows como Boris
- 1989 — The Art of Living in Odessa como Benya Krik
- 1991 — Armavir como Semin
- 1995 — Running People como Suslov
- 1998 — Greetings from Charlie-blower como Felix
- 1998 — Mama Don't Cry como Belsky
- 1999 — Strastnoy Boulevard como Andrei Sokolov
- 2004 — Children of the Arbat como Solts
- 2005 — Thrown como el mayor Genin
- 2005 — Destructive Power 6 como Krutikov
- 2005 — Mama Don't Cry 2 como Belsky
- 2008 — Novaya Zemlya como Makhov
- 2008 — Save Our Souls como Burtasov
- 2008 — The Brothers Karamazov como Fyodor Pavlovich Karamazov
- 2009 — Kakraki como Andrei Vasilyev
- 2009 — Pelagia and the White Bulldog como Kirill Krasnov
- 2009 — Attack on Leningrad como Andrei Zhdanov
- 2011 — The PyraMMMid como el Primer Ministro
- 2011 — Summer Wolves como Denis Pankratovich Semerenkov
- 2012 — Novel with Cocaine como Mintz
- 2012 — Conductor como Evgeny Nadezhdin
- 2012 — The Dark Side of the Moon como Vsevolod Ukolov
- 2012 — The Exception to the Rule como Vasily Lomov
- 2013 — Dr. Death como Anton Mets
- 2014 — Leaving Nature como Andrey Yurevich Zvonarev
- 2017 — The Road to Calvary como Dmitry Bulavin
- 2019 — Soyuz spaseniya como Nikolay Mordvinov